# Рудино
Рудино (грч. Άλωρος, Алорос) је насељено место у општини Меглен у периферији Средишња Македонија, Грчка. Према попису из 2021. године било је 357 становника.
Према бугарском географу и историчару, Василу Канчову, у Рудину је 1900. године живело 550 Словена муслимана. Мештани Рудина су током 18. века због притиска и веће сигурности за живот прешли на ислам. Године 1924. муслиманско становништво је принудно исељено у Турску а на њихово место су насељене грчке избегличке породице из Турске. На попису из 1928. године Рудино је имало 500 становника.